# Konferenz von Münchengrätz
Auf der Konferenz von Münchengrätz im September 1833 vereinbarten Österreich, Russland und Preußen eine gemeinsame Politik gegenüber dem Osmanischen Reich, Polen und gegen den Liberalismus.

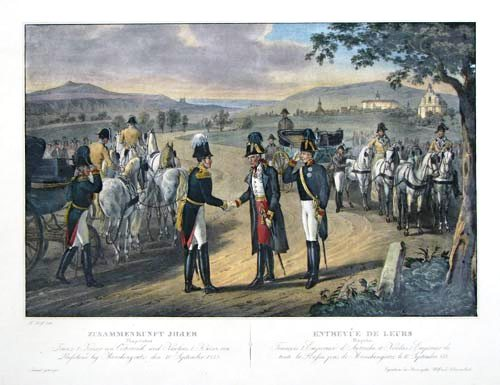
Treffen von Franz I. und Nikolaus I. in Münchengrätz

## Vorgeschichte
Die revolutionären Unruhen des Jahres 1830 in weiten Teilen Europas etwa in Form der Julirevolution in Frankreich, der Unabhängigkeit Belgiens, des Novemberaufstandes in Polen und weiterer Ereignisse ließen bei Metternich den Wunsch zur Rekonstruktion des internationalen Konferenzsystems der Zeit nach dem Wiener Kongress wachsen. Seine Bestrebungen in dieser Hinsicht waren zunächst nur in Hinblick auf die beiden anderen konservativen Mächte Russland und Preußen erfolgreich. Ähnliche Motive hatte auch Nikolaus I., als er eine Annäherung an Österreich suchte.

## Vereinbarungen
Im September kamen Zar Nikolaus I. und Kaiser Franz I. im böhmischen Ort Mnichovo Hradiště (dt. Münchengrätz) zusammen. Preußen war durch Prinz Wilhelm vertreten. In der Konvention von Münchengrätz wurden im Kern drei Punkte vereinbart. 
Der erste Aspekt betraf die Zukunft des osmanischen Reiches. Russland, dass immer wieder versucht hatte, das osmanische Reich zu schwächen, bekannte sich nun zu dessen Erhalt, ohne dabei die Möglichkeit seinen Einfluss auf dem Balkan und im Schwarzen Meer ausdehnen zu können, aufgeben zu müssen. Bei einem Angriff Ägyptens auf den Sultan sollte Russland dagegen nur in Absprache mit Österreich vorgehen können. 
Der zweite Punkt betraf die polnischen Teilungsgebiete. Die Mächte sicherten sich gegenseitig ihren Besitzstand zu und versprachen sich gegenseitig Unterstützung, sollten die Polen erneut versuchen einen unabhängigen Staat zu gründen. 
Der letzte Punkt betraf den gemeinsamen Kampf gegen die liberale Bewegung. Die drei Mächte vereinbarten den gegenseitigen Austausch von Polizeiberichten und ähnliche Maßnahmen. Außerdem vereinbarten sie, dass bei revolutionären Unruhen im Deutschen Bund, in Preußen oder Österreich die Partner auf Aufforderung militärisch intervenieren sollten. Noch 1849 halfen russische Soldaten den Österreichern im Zusammenhang mit den revolutionären Bewegungen.
Es handelte sich bei dem Treffen in Münchengrätz in gewisser Weise um die letzte Zusammenkunft der Heiligen Allianz, auf der das Prinzip der Intervention noch einmal festgeschrieben wurde. Dort ging es auch um die Sicherung des monarchischen Systems insgesamt. Nikolaus I. sagte zu, bei einem Thronwechsel in Österreich für Ferdinand trotz dessen Geistesschwäche einzutreten. Insgesamt wurde in Münchengrätz die Zusammenarbeit der drei Mächte bis zum Beginn der 1840er Jahre vorbereitet und das politische System von 1815 noch einmal stabilisiert. 
Die Verabredungen von Münchengrätz wurden in einem in Berlin am 16. Oktober 1833 geschlossenen Vertrag fixiert. Auf preußisches Bestreben hin blieben die Verträge geheim. Westeuropa ließ sich in die Allianz von Münchengrätz nicht einbinden. Vielmehr bildete sich als Gegenkraft 1834 ein Bündnis aus Großbritannien, Frankreich, Spanien und Portugal, welches Interventionen zu Gunsten nationaler und konstitutioneller Bewegungen beschloss.